# 大住車塚古墳
大住車塚古墳（おおすみくるまづかこふん、智光寺山古墳）は、 京都府京田辺市大住八王寺にある古墳。形状は前方後方墳。国の史跡に指定されている（史跡「綴喜古墳群」のうち）。

## 概要
5世紀初期（古墳時代中期）に作られた前方後方墳である。2段築成で、葺石・埴輪を備えている。長方形の周濠が存在していたと考えられており、主体部（埋葬施設）には、粘土槨あるいは竪穴式石室があったとみられる。西には形や大きさが同じ大住南塚古墳もあるため、周濠のある前方後方墳が2基並んで存在していることになり、これは全国的にも珍しい。
継体天皇の第8皇子の陵であるとする説が存在するが、これは「椿井文書」を由来とする偽りの伝承であると考えられている。

## 文化財

### 国の史跡
- 大住車塚古墳（史跡「綴喜古墳群」のうち）
  - 1974年（昭和49年）6月11日、「大住車塚古墳」として国の史跡に指定[4][5]。
  - 2022年（令和4年）11月10日、既指定の史跡「大住車塚古墳」に八幡西車塚古墳・天理山古墳群・飯岡車塚古墳を追加指定して、指定名称を「綴喜古墳群」に変更[6]。

## 交通アクセス
- アクセス：近鉄京都線新田辺駅からバスで15分・JR学研都市線大住駅から徒歩で10分[7]